# Mario Barbaja
Mario Barbaja, nome d'arte di Mario Felice Guido Barbaglia (Milano, 29 aprile 1950), è un cantautore, chitarrista e polistrumentista italiano attivo negli anni Settanta.

## Biografia
Tra il 1971 e il 1978, Mario Barbaja ha pubblicato per la Ariston quattro album stilisticamente diversi l’uno dall’altro. Dallo stile acustico iniziale che prende le mosse da Donovan e dalla musica indiana, e che è stato avvicinato anche a quello di Claudio Rocchi e di Fabrizio De André, si è distaccato progressivamente sino ad approdare nell’ultimo album a un linguaggio che è stato accostato al “punk rock in auge verso la fine degli anni ‘70”.
Il suo secondo album, intitolato Megh (1972) è quello generalmente più apprezzato dalla critica: alle incisioni dei brani hanno partecipato musicisti come Victor Bach, Ricky Belloni, Alberto Camerini, Gianni Cazzola, Tullio De Piscopo, Lucio Fabbri, Eugenio Finardi.
Nel 1972 ha scritto la canzone Sotto il bambù: il brano, ispirato a un poemetto di Thomas Stearns Eliot, Sweeney Agonistes (a sua volta collegato a una canzone del 1902, "Under the bamboo tree" ), è stato proposto dal gruppo degli Stormy Six, con il testo parzialmente modificato,  a Un disco per l'estate 1972.
Nello stesso anno ha recitato nella serie televisiva Il bivio, diretta da Domenico Campana.
Ha scritto su testo di Umberto Napolitano la canzone L'orso Giovanni che, con il testo parzialmente modificato, è stata presentata allo Zecchino d'Oro 1974 da Massimo Ferluga, Alessia Franchini e Tiziana Taveri.
La canzone di Mario Barbaja Il re e lo zingaro (1971) è ricordata nel libro Non sono razzista, ma…di Luigi Manconi, Federica Resta (2017).
Nel 2019 è tornato a pubblicare un nuovo album, Goodmood (Beat Elegy).

## Discografia

### Album
- 1971: Argento (Ariston, AR/LP 12062)
- 1972: Megh... (Ariston Serie Progressive, AR/LP 12076)
- 1975: New York bazar (Old curiosity shop) (Ariston, AR/LP 12273)
- 1978: Made in Hong Kong (Mario Barbaja) (Ariston, AR/LP 12341)
- 2019: Goodmood (Beat Elegy) (Scatola Nera).

### Raccolte
- 1977: Cantautori n°1 - Classe Gamma (Ariston Production - Oxford OX3046), Super supermarket dal LP NewYork Bazaar

### Singoli
- 1971: Il mondo di Giulietta/Il vento dell'estate dal LP Argento (Ariston, AR/0521)
- 1971: Argento/Il cammino dal LP Argento (Ariston, AR/0522)
- 1972: Sono stato/Non dire mai dal LP Megh (Ariston, AR/0550)
- 1975: Super supermarket/Lady drive in dal LP NewYork Bazaar (Ariston, AR/0705)

#### Singoli promozionali e da jukebox
- 1975: Super supermarket dal LP NewYork Bazaar / Equipe 84, Vai amore vai (Ariston, JB 038)
- 1979: Il momento dell'addio, dal LP Made in Hong Kong / Luciano Rossi Chissà (Ariston, AR 00862)